# Chrīstos Mpelevōnis
Chrīstos Mpelevōnis (in greco Χρήστος Μπελεβώνης; Candia, 29 luglio 2002) è un calciatore greco, centrocampista del Panaitōlikos.

## Carriera

### Club
Cresciuto nelle giovanili del Panaitōlikos, esordisce in prima squadra nel 2020.

### Nazionale
Vanta 21 presenze e una rete con le rappresentative giovanili Under-16, 17 e 21.